# Vladimir Tretchikoff
Vladimir Tretchikoff (Russisch: Владимир Григорьевич Тре́тчиков, Vladimir Grigorjevitsj Tretsjikov) (Petropavl, 13 december 1913 – Kaapstad, 26 augustus 2006) was commercieel gezien een van de succesvolste kunstschilders ooit. Zijn schilderij Chinees meisje van de zeventienjarige Monica Pon-su-san (ook wel: Monica Sing-Li) uit 1950 behoort, als reproductie, tot een van de meest verkochte schilderijen ter wereld. Een ander bekend werk is Stervende zwaan uit 1949. Vladimir Tretchikoff werd wel de koning van de kitsch genoemd.

## Biografie
Tretchikoff ontvluchtte met zijn familie zijn geboorteland aan de vooravond van de Februarirevolutie in 1917 en vertrok naar China. In de jaren dertig woonde hij in Shanghai en vond hij werk als illustrator in de reclamewereld. In 1935 vestigde hij zich in Singapore, waar hij verder werkte als illustrator voor The Straits Times. Ook werkte Tretchikoff samen met het Britse ministerie van Informatie ten behoeve van propaganda. Als gevolg van de Japanse inval in Singapore in 1942 werd Tretchikoff geëvacueerd. Het schip waarop hij zich bevond werd door de Japanners getorpedeerd. Hij overleefde de ramp en na een korte gevangenschap op Java woonde hij in Jakarta. Hier besloot hij zichzelf toe te leggen op het schilderen. In 1946 vertrok hij naar Zuid-Afrika, waar hij zich definitief zou vestigen. Bekende thema's in zijn werk zijn stillevens van bloemen en levendige portretten van vrouwen. Hij noemde zijn werken voorbeelden van symbolisch realisme.
In 1959 zorgde Tretchikoff voor enige ophef in Kaapstad met zijn schilderij Zwart en Blank. Het schilderij is een portret van een vrouw samengesteld uit een half blanke en een half donkere vrouw. Het schilderij werd onder politiebewaking tentoongesteld. Volgens Tretchikoff had het schilderij geen politieke bedoelingen, maar wilde hij alleen het rassenprobleem in Zuid-Afrika symbolisch uitbeelden.
Zijn werk was niet zozeer geliefd binnen de kunstwereld en gespecialiseerde galerieën, maar eerder bij grote warenhuizen, zoals Harrods, dat zijn werk tentoonstelde en waar het grote publiek op afkwam. Als gevolg van de enorme populariteit van de reproducties van zijn werk werd Tretchikoff een van de grootverdieners van zijn tijd.